# درآمد پایه همگانی
یک درآمد پایه یا تضمین درآمد پایه،درآمد شهروندی، درآمد نامشروط پایه یا درآمد پایه همگانی (UBI) نوعی از تأمین اجتماعی است که در آن همهٔ شهروندان یا مقیمان یک کشور مبلغی پول را به‌طور منظم و بی‌قیدوشرط از طرف دولت، یا دیگر نهادهای عمومی، مستقل از هر درآمد دیگر دریافت می‌کنند.
درآمد پایه همگانی می تواند در قالب نظام مالیات بر مجموع درآمد پرداخت شود که در این صورت اثرات رفاهی موثرتری خواهد داشت.

## مدافعان

### اروپا
- فیلیپ فان پاریس،[۴]
- آنتونیو نگری،[۵]
- یانیس واروفاکیس، وزیر سابق مالیه یونان[۶]
- تیم برنرز لی، مخترع وب جهان‌گستر[۷]
- کریستوفر ای پیساریدیس، اقتصاددان برنده جایزه نوبل[۸]
- انگس دیتون، اقتصاددان برنده جایزه نوبل[۹]
- بیورن واهلروس، میلیاردر فنلاندی
- بنوا آمون، نامزد حزب سوسیالیست در انتخابات ریاست‌جمهوری فرانسه (۲۰۱۷).

### آمریکا و کانادا
- مارک زاکربرگ، مؤسس فیس‌بوک[۱۰][۱۱]
- رابرت رایش، وزیر سابق کار[۱۲]
- پیر امیدیار، مؤسس ایبی[۱۳]
- کارول پیتمن[۱۴]
- سم التمن، رئیس وای کامبینیتر[۱۵]
- کریس هیوز، از مؤسسین فیسبوک[۱۶]
- چارلز موری (دانشمند علوم سیاسی),[۱۷]
- بیل گراس،[۱۸]
- ایلان ماسک، کارآفرین و موسس شرکت‌های SpaceX, Tesla, SolarCity و... [۱۹]
- ناهید ننشی، شهردار کلگری[۲۰]

### مدافعین تاریخی
- توماس پین
- برتراند راسل[۲۱]
- مارتین لوتر کینگ جونیور[۲۲]